# Giải Viện Hàn lâm Nhật Bản lần thứ 29
Giải Viện Hàn lâm Nhật Bản lần thứ 29 (第29回日本アカデミー賞 dai 29 kai nihon akademishou) là lễ trao giải lần thứ 29 của Giải Viện Hàn lâm Nhật Bản, giải thưởng được trao bởi Viện Hàn lâm Nhật Bản và Hiệp hội Sho để vinh danh những tác phẩm, sự cống hiến trong quá trình làm phim. Lễ trao giải được tổ chức vào ngày 3 tháng 3 năm 2006 tại Khách sạn Grand Prince New Takanawa tại Tokyo, Nhật Bản.

## Đề cử và đoạt giải

### Giải thưởng
| Phim điện ảnh xuất sắc của năm | Đạo diễn xuất sắc nhất của năm |
| --- | --- |
| - Always Sanchōme no Yūhi - Year One in the North - The Samurai I Loved - Break Through! - Bōkoku no Aegis | - Yamazaki Takashi – Always Sanchōme no Yūhi - Izutsu Kazuyuki – Break Through! - Kurotsuchi Mitsuo – The Samurai I Loved - Sakamoto Junji – Bōkoku no Aegis - Yukisada Isao – Year One in the North        |
| Biên kịch xuất sắc nhất của năm | Giải thưởng Bình chọn |
| - Yamazaki Takashi và Kosawa Ryōta – Always Sanchōme no Yūhi - Kurotsuchi Mitsuo – The Samurai I Loved - Nasu Machiko – Year One in the North - Hasegawa Yasuo và Īda Kenzaburō – Bōkoku no Aegis - Habara Daisuke và Izutsu Kazuyuki – Break Through! | - Hạng mục phim được khán giả bình chọn: Nana - Hạng mục diễn viên được khán giả bình chọn: Erika Sawajiri – Break Through!                                                                                 |
| Nam diễn viên chính xuất sắc nhất | Nữ diễn viên chính xuất sắc nhất |
| - Yoshioka Hidetaka – Always Sanchōme no Yūhi - Ichikawa Somegorō – The Samurai I Loved - Sanada Hiroyuki – Bōkoku no Aegis - Tsumabuki Satoshi – Spring Snow - Santamaria Yūsuke – Negotiator                                                         | - Yoshinaga Sayuri – Year One in the North - Kimura Yoshino – The Samurai I Loved - Koyuki – Always Sanchōme no Yūhi - Takeuchi Yūko – Spring Snow - Nakashima Mika – Nana                                  |
| Nam diễn viên phụ xuất sắc nhất | Nữ diễn viên phụ xuất sắc nhất |
| - Tsutsumi Shinichi – Always Sanchōme no Yūhi - Kagawa Teruyuki – Year One in the North - Terajima Susumu – Negotiator - Toyokawa Etsushi – Year One in the North - Nakai Kiichi – Bōkoku no Aegis                                                     | - Yakushimaru Hiroko – Always Sanchōme no Yūhi - Ishida Yuriko – Year One in the North - Ishihara Satomi – Year One in the North - Okusu Michiyo – Spring Snow - Terajima Shinobu – Tokyo Tower             |
| Âm nhạc xuất sắc nhất | Quay phim xuất sắc nhất |
| - Satō Naoki – Always Sanchōme no Yūhi - Iwashiro Taro – The Samurai I Loved - Iwashiro Taro – Spring Snow - Ōshima Michiru – Year One in the North - Trevor Jones – Bōkoku no Aegis                                                                   | - Shibazaki Kōzō – Always Sanchōme no Yūhi - Kasamatsu Norimichi – Bōkoku no Aegis - Kita Nobuyasu – Year One in the North - Kugimiya Shinji – The Samurai I Loved - Mark Lee Ping Bin – Spring Snow        |
| Đạo diễn ánh sáng xuất sắc nhất | Chỉ đạo nghệ thuật xuất sắc nhất |
| - Mizuno Kenichi – Always Sanchōme no Yūhi - Ishida Kenji – Bōkoku no Aegis - Nakamura Yūki – Year One in the North - Yoshikado Sōsuke – The Samurai I Loved - Nakamura Yūki – Spring Snow                                                             | - Joujou Anri – Always Sanchōme no Yūhi - Sakuragi Akira – The Samurai I Loved - Harada Mitsuo – Bōkoku no Aegis - Heya Kyōko – Year One in the North - Yamaguchi Shū – Spring Snow                         |
| Thu âm xuất sắc nhất | Biên tập xuất sắc nhất |
| - Tsurumaki Hitoshi – Always Sanchōme no Yūhi - Itō Hironori – Year One in the North - Itō Hironori – Spring Snow - Hashimoto Fumio – Bōkoku no Aegis - Hashimoto Yasuo – The Samurai I Loved                                                          | - Miyajima Ryūji – Always Sanchōme no Yūhi - Imai Tsuyoshi – Year One in the North - Imai Tsuyoshi – Spring Snow - William M. Anderson – Bōkoku no Aegis - Okuda Hiroshi – The Samurai I Loved              |
| Phim nước ngoài xuất sắc nhất | Diễn viên triển vọng của năm |
| - Cô gái triệu đô - Bóng ma trong nhà hát - Cinderella Man - Chiến tranh giữa các vì sao: Tập III – Sự báo thù của người Sith - Charlie và nhà máy sôcôla                                                                                              | - Katsuji Ryo – Bōkoku no Aegis - Kamiki Ryunosuke – The Great Yokai War - Shioya Shun – Break Through! - Sawajiri Erika – Break Through! - Nakashima Mika – Nana - Horikita Maki – Always Sanchōme no Yūhi |
| Giải thưởng Đặc biệt từ Hiệp hội | Giải thưởng Danh dự Đặc biệt từ Hiệp hội |
| - Tsuburaya Productions - Toei Company - Nishio Noboru - Lee Bong-Ou (Nhà sản xuất) | - Mori Mitsuko (Nữ diễn viên) |
| Giải thưởng Đặc biệt từ Chủ tịch Hiệp hội | |
| - Ishii Teruo (Đạo diễn) - Okamoto Kihachi (Đạo diễn) - Takamura Kuratarō (Quay phim) - Nomura Yoshitarō (Đạo diễn) - Tatsuo Matsumura (Diễn viên) | |